# Grängesbergs distrikt
Grängesbergs distrikt är ett distrikt i Ludvika kommun och Dalarnas län. Distriktet ligger omkring Grängesberg, på gränsen mellan Dalarna och Västmanland.

## Tidigare administrativ tillhörighet
Distriktet inrättades 2016 och utgörs av en del av Grangärde socken i Ludvika kommun.
Området motsvarar den omfattning Grängesbergs församling hade 1999/2000 och fick 1950 då områdena norr om Södra och Norra Hörken överfördes från Ljusnarsbergs församling till den ur Grangärde församling 1904 utbrutna Grängesbergs församling.

## Tätorter och småorter
I Grängesbergs distrikt finns två tätorter och en småort.

### Tätorter
- Grängesberg
- Grängesberg västra

### Småorter
- Sandudden och Hörks hage